# Let Me Try
Let Me Try (с англ. — «Позволь мне попытаться») — песня, исполненная румынской певицей Луминицей Ангел и ударной группой Sistem на телевизионном конкурсе Евровидение-2005, который состоялся в Киеве, Украина. Песня была издана на CD румынской телекомпанией TVR в 2005 году. Автором и саундпродюсером Let Me Try выступил Кристиан Фаур, изначально написавший её только для Ангел, которая позже привлекла группу Sistem во время записи композиции. Поскольку Румыния заняла 18-е место в финале конкурса Евровидение-2004, то Ангел и Sistem пришлось исполнить песню в полуфинале Евровидения-2005 19 мая. По итогам голосования они стали победителями полуфинала, набрав 235 очков, и, таким образом, прошли квалификацию на выход в финал. В финале Let Me Try заняла третье место из 24, набрав 158 очков, зафиксировав, тем самым, лучший результат Румынии на Евровидение с 2002 года. Позднее данный результат Ангел и Sistem разделят с Паулой Селинг и Ови, представителями Румынии на Евровидение-2010. Таким образом, Let Me Try стала предшественницей румынской заявки на Евровидение-2006 Tornerò в исполнении Михая Трэйстариу.
Музыкальные критики дали положительные отзывы о песне, похвалив ее оригинальность и вокальную подачу Луминицы Ангел. Артисты также были награждены специальным призом румынского журнала V.I.P, а также получили номинацию на премию Radio România Actualități Awards. Let Me Try имел хорошие коммерческие показатели и активно транслировался на телевидении и радиостанциях во многих странах. Он достиг девятого места в родном румынском Top 100. Продвижение состояло из различных концертов, появлений на телевидении и фестивалях, а также выпуска сопровождающего музыкального видео в 2005 году.

## Предыстория и промо-кампания
Let Me Try была написана и спродюсирована известным румынским композитором Кристианом Фауром в жанре диско. Композиция также имеет сильное влияние средиземноморского фолк-бита, который пользовался в то время большой популярностью на конкурсе Евровидение. Фаур отдал эту песню Луминице Ангел, которая имела широкую популярность в Румынии, а также регулярно с 1994 года участвовала в национальном отборе на Евровидение под названием Selecția Națională. Последний раз Ангел принимала участие в Selecția Națională в 2002 году с англоязычной песней All I Want, где она заняла шестое место. Кроме того, Луминица Ангел получила первый приз международного фестиваля Golden Stag в Брашове в 2001 году. Именно тогда же у певицы зародилась идея коллаборации с ударной группой Sistem. В итоге певица привлекла их к работе во время записи композиции.
Ангел и Sistem «интенсивно» продвигали песню в последнюю неделю перед национальным отбором Selecția Națională, состоявшимся 5 марта 2005 года, где она была представлена, что, как утверждается, привлекло много голосов от телезрителей. Хотя по итогам голосования жюри Ангел и Sistem заняли второе место, всего на один голос уступив Лоредане Гроза, им удалось в конечном счёте выиграть отбор, благодаря телезрителям. Подобная реклама на концертах, телевидении и фестивалях произошла после того, как они были выбраны в качестве румынских участников конкурса, частично помешав подготовке к их шоу на Евровидении. Музыкальный клип на Let Me Try был также выпущен в 2005 году и включен в расширенный CD-релиз сингла того года. В нем Луминица Ангел исполняет песню, а Sistem барабанят по бочкам в пустыне.

## Отзывы и рецензии
Хотя румынские СМИ были негативно настроены к Let Me Try, песня заработала позитивные отзывы и рецензии от иностранных критиков после проведения Евровидения. Редактор веб-сайта 9am.ro назвал трек «динамичным» и написал, что «индастриал-ритмы» группы Sistem делают его оригинальным. Флавия Юрка из журнала Unica внесла песню в свой список запоминающихся дуэтов в румынской музыкальной индустрии, похвалив вокальные данные Ангела и написав, что Румыния должна была победить в конкурсе в 2005 году. В 2016 году по итогам опроса на сайте Wiwibloggs под названием «Какая ваша любимая песня на Евровидении от Румынии?» Let Me Try заняла третье место, набрав свыше шестисот голосов.

## На «Евровидении»
По правилам Евровидения, действовавшим в период с 2004 по 2007 годы, все страны, кроме членов «большой четвёрки» (Франция, Германия, Великобритания и Испания), страны-победительницы прошлого выпуска и десяти стран, занявших самые высокие места по итогам прошлого выпуска, должны пройти квалификацию на выход в финал через полуфинал. Десять стран, занявших самые высокие места по итогам полуфинала, выходили в финал. Поскольку Румыния заняла 18-е место в финале конкурса Евровидение-2004, то Ангел и Sistem пришлось исполнить песню в полуфинале Евровидения-2005 19 мая. Они выступили под номером 14, между Норвегией и Венгрией. Шоу артистов состояло из того, что Ангел исполняла песню, одетая в зеленый топ и джинсы, перед Sistem, которые внесли свой вклад в инструментовку трека, «дико» барабаня по бочкам с нефтью, подобно немецкой индастриал-группе Einstürzende Neubauten. В то время как певица присоединилась к деятельности группы во время инструментальной части, Sistem также использовали бокорезы и шлифовальный круг, чтобы создать то, что автор Eurovision.de описал как «дождь искр» на сцене. Сайт также нашел сочетание традиционной музыки и «нетрадиционных» инструментов «необычным».
По итогам голосования Румыния была объявлена как одна из десяти стран-финалистов, следовательно, она была допущена к финалу. Позже было объявлено, что Ангел и Sistem выиграли полуфинал, набрав 235 очков, включая максимальные 12 очков от Греции, Кипра, Израиля, Испании, Молдовы и Венгрии. 21 мая они выступали под номером 4, между Мальтой и Норвегией. По итогам голосования Ангел и Sistem заняли третье место из 24, набрав 158 очков, включая максимальные 12 очков от Израиля, Испании и Португалии, зафиксировав, тем самым, лучший результат Румынии на Евровидение с 2002 года.

## Треклист
| №  | Название             | Длительность |
| -- | -------------------- | ------------ |
| 1. | «Let Me Try»         | 3:02         |
| 2. | «Let Me Try» (Video) | 3:02         |